# Emilio Walter Álvarez
Emilio Walter Álvarez Silva (* 10. Februar 1939 in Montevideo; † 22. April 2010 ebenda) war ein uruguayischer Fußballspieler.

## Karriere

### Verein
Der Cococho bzw. Cochocho genannte Álvarez spielte während seiner gesamten Karriere fast ausschließlich für Nacional, für das er bereits ab 1954 aktiv war und zu Jugendzeiten Meisterschaftsehren in sämtlichen Mannschaften erwarb. In der Primera División debütierte er 1959 unter Trainer Ondino Viera und trug das Trikot Nacionals bis 1970. Mit den in dieser Zeit absolvierten 511 Partien für Nacional ist er in dieser Hinsicht Rekordhalter. Einen Treffer konnte der auf der sowohl auf der Innen- als auch linken Außenverteidigerposition eingesetzte Álvarez, der in seinen Anfangszeiten noch auf dem linken Flügel zu Hause war, dabei in der Primera División nicht erzielen. Er bildete ab 1960 gemeinsam mit Troche sowie Taibo oder Sosa die Defensive der Elf vom Río de la Plata. Mit den Bolsos gewann er 1963, 1966, 1969 und 1970 die uruguayische Meisterschaft. Überdies stand er mit seiner Mannschaft 1964 und 1967 im Endspiel der Copa Campeones de América bzw. der Copa Libertadores. Größtenteils wirkte er dort im Laufe seiner Karriere als Mannschaftskapitän. 1971 wechselte er zu Institución Atlética Sud América. Anschließend war er noch bis 1973 in Venezuela tätig, wo er schließlich seine Karriere beendete. Ohne genaue zeitliche Datierung wird dort als Arbeitgeber der Valencia FC genannt. Allerdings wird auch berichtet, dass er zuvor bereits 1964 von Deportivo Portugués aus Caracas verpflichtet worden sei.

### Nationalmannschaft
Der Abwehrspieler war Mitglied der uruguayischen Fußballnationalmannschaft, mit der er an der Fußball-Weltmeisterschaft 1962, sowie am Turnier 1966 teilnahm. Insgesamt absolvierte er für sein Heimatland 18 Länderspiele im Zeitraum vom 1. Juni 1960 bis zum 1. Juli 1967, bei denen er einmal ins gegnerische Tor traf.

### Erfolge
- 4× Uruguayischer Meister: 1963, 1966, 1969, 1970

## Sonstiges
Álvarez wurde auch mit dem Namen Mister Wembley bedacht, da er 1963 anlässlich eines Spiels im Londoner Wembley-Stadion zur Hundertjahrfeier der englischen Liga als uruguayischer Vertreter für die Mannschaft „Rest der Welt“ auflief. Nach seiner Karriere war Álvarez auch als Funktionär seines Ex-Clubs Nacional tätig.